# Enrique Cerezo
Enrique Cerezo Torres, né à Madrid le 27 février 1948, est un producteur de cinéma nommé à la présidence de l'Atlético de Madrid depuis le 28 mai 2003.
En 2008, il est récompensé de la Médaille d'or du mérite des beaux-arts, décernée par le Ministère de la Culture espagnol pour son travail comme producteur de cinéma.